# Adeloparius wahlbergi
Adeloparius wahlbergi är en skalbaggsart som beskrevs av Karl Henrik Boheman 1857. Adeloparius wahlbergi ingår i släktet Adeloparius och familjen Aphodiidae. Inga underarter finns listade i Catalogue of Life.